# Kamień Rymański
Kamień Rymański – osada popegeerowska w Polsce położona w województwie zachodniopomorskim, w powiecie kołobrzeskim, w gminie Rymań.
Miejscowość wchodzi w skład sołectwa Rzesznikowo.
W tej oddalonej od Bukowa o 2 km, od Rymania o 4 km, natomiast od Powalic 12 km miejscowości znajduje się położony nad jeziorem ośrodek Monar, w którym nieprzerwanie leczy się młodzież z uzależnienia od narkotyków od 15 lat. Ośrodek prowadzony jest przez doświadczonych terapeutów. Leczenie w ośrodku trwa ok. 12 miesięcy.